# Jos
Jos város Nigéria területén, Plateau szövetségi állam székhelye, Lagostól kb. 700 km-re ÉK-re. Lakossága 860 ezer fő volt 2007-es becslés alapján.
A brit gyarmatosítók alapították a 20. század elején, s hamarosan az ország ónbányászati központjává fejlődött. Jelentősebb iparágai még az acélipar, textilipar, vegyipar és élelmiszeripar.
Kellemes klímája következtében kedvelt hegyvidéki üdülőhely. Múzeumában a Nok civilizáció idejéből származó mellszobrok és agyagfigurák láthatók.

## Fordítás
Ez a szócikk részben vagy egészben  a   Jos című német Wikipédia-szócikk fordításán alapul.  Az eredeti cikk szerkesztőit annak laptörténete sorolja fel. Ez a jelzés csupán a megfogalmazás eredetét és a szerzői jogokat jelzi, nem szolgál a cikkben szereplő információk forrásmegjelöléseként.
Ez a szócikk részben vagy egészben  a   Jos című angol Wikipédia-szócikk fordításán alapul.  Az eredeti cikk szerkesztőit annak laptörténete sorolja fel. Ez a jelzés csupán a megfogalmazás eredetét és a szerzői jogokat jelzi, nem szolgál a cikkben szereplő információk forrásmegjelöléseként.